# Aporia (2023)
Aporia (altgr. für „Ausweglosigkeit“) ist ein US-amerikanisches Science-Fiction-Drama von Jared Moshé. Im Film versucht eine von Judy Greer gespielte Frau mithilfe einer Zeitmaschine die Vergangenheit zu verändern und so ihren verstorbenen Ehemann, der von einem betrunkenen Autofahrer getötet wurde, zurückzuholen. Die Premiere von Aporia erfolgte Ende Juli 2023 beim Fantasia Film Festival. Der Kinostart in den USA erfolgte im August 2023.

## Handlung
Seitdem ihr Ehemann Malcolm vor acht Monaten von einem betrunkenen Autofahrer getötet wurde, zieht Sophie Rice ihre Tochter Riley alleine groß. Vor seinem Tod arbeitete Mal zusammen mit seinem besten Freund Jabir an der Entwicklung einer Art Zeitmaschine. Der iranische Wissenschaftler ist nach der Ermordung seiner Familie durch das Regime aus seiner Heimat geflohen und verdient nun seinen Lebensunterhalt als Uber-Fahrer in Los Angeles. Der Apparat, den er in Sophies Wohnzimmer aufstellt, kann zwar keine Menschen zurück in die Vergangenheit schicken, aber zumindest jemanden in der Vergangenheit töten.
Sophie zögert zuerst, die Maschine zu benutzen, um den betrunkenen Fahrer zu töten, der Mal überfahren hat. Als sie den Apparat dann doch einsetzt, scheint es erst, als sei nichts passiert. Dann bemerkt sie, dass Mal zurückgekehrt ist, ohne zu wissen, dass er jemals fort war.

## Produktion

### Regie und Drehbuch
Regie führte Jared Moshé, der auch das Drehbuch schrieb. Es handelt sich nach Dead Man's Burden und The Ballad of Lefty Brown um seinen dritten Spielfilm. Überwiegend war Moshé als Filmproduzent tätig. Der altgriechische Begriff „Aporie“, die Übersetzung des Filmtitels, bezeichnet eine Situation der Ausweglosigkeit oder ein Gefühl des Zweifels oder der Ungewissheit.

### Besetzung und Dreharbeiten

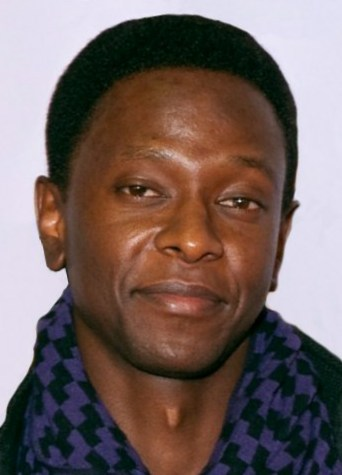
Edi Gathegi spielt Mal

Judy Greer spielt Sophie Rice und Edi Gathegi ihren getöteten Ehemann Malcolm kurz Mal. Faithe Herman ist in der Rolle ihrer Tochter Riley zu sehen. Payman Maadi, vor allem bekannt für seine Hauptrollen in den Filmen Nader und Simin – Eine Trennung und Alles über Elly von Asghar Farhadi, spielt Mals besten Freund Jabir, mit dem er gemeinsam die Zeitmaschine entwickelte. Adam O’Byrne spielt Darby, den betrunkenen Fahrer. Whitney Morgan Cox spielt dessen Ehefrau beziehungsweise Witwe Kara und Veda Cienfuegos ihre Tochter Aggie.
Die Dreharbeiten fanden zum größten Teil in El Sereno im Ostteil von Los Angeles statt.

### Filmmusik und Veröffentlichung
Die Filmmusik komponierte H. Scott Salinas, der zuletzt unter anderem für Matthew Heinemans Filmdrama A Private War, Jen McGowas Thriller Hunter’s Creek – Gefährliche Beute, George Nolfis Filmdrama The Banker und Mark Fletchers Dokumentarfilm Patrick and the Whale tätig war.
Die Premiere fand am 27. Juli 2023 beim Fantasia Film Festival statt. Am 11. August 2023 kam der Film in ausgewählte US-amerikanische und kanadische Kinos.

## Rezeption

### Altersfreigabe und Kritiken
In den USA erhielt der Film von der MPAA ein R-Rating, was einer Freigabe ab 17 Jahren entspricht.

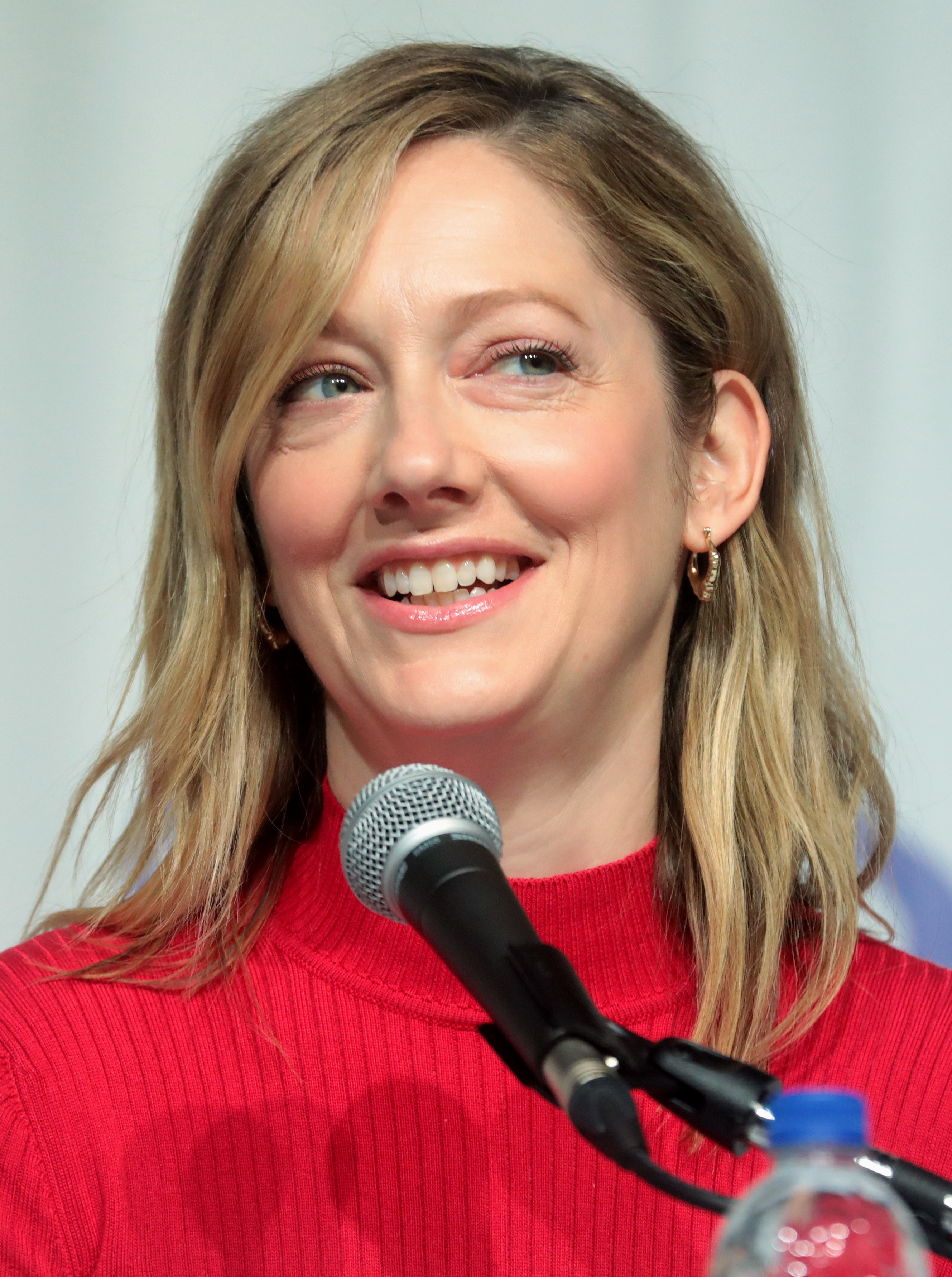
Judy Greer spielt Sophie

Von den bei Rotten Tomatoes aufgeführten Kritiken sind 89 Prozent positiv bei einer durchschnittlichen Bewertung mit 6,9 von 10 möglichen Punkten. Auch wenn alle drei Hauptdarsteller für ihre Leistungen gelobt wurden, hoben Kritiker immer wieder die fantastische Judy Greer hervor, deren Rolle ein  breites Spektrum von Gefühlen erfordere, von Trauer, Erschöpfung und Depression über Verzweiflung und Scham bis hin zu einer Euphorie.
So schreibt Samantha Coley bei collider.com, Greer sei herausragend in der Rolle von Sophie Rice, und ein großer Teil der emotionalen Tiefe von Aporia ruhe auf ihren Schultern. Allerdings sei der Film über lange Strecken ziemlich langweilig, so in seiner ersten Hälfte, in der der Zuschauer keine tiefere Verbindung mit den Figuren eingehen könne. Dann aber nehme der Film an Fahrt auf, als die Dinge außer Kontrolle zu geraten beginnen, als sie versuchen, das Leben anderer zu verbessern und sie nebenbei ihr eigenes Leben irreparabel verändern.
Dennis Harvey schreibt in seiner Kritik in Variety, in Aporia erfolge der Versuch einer Umschreibung der Realität wie in den Filmen Edge of Tomorrow oder The Butterfly Effect, weil die Figuren nicht vorhersagen können, welche weiteren, zufälligen Auswirkungen ein Todesfall auf die Welt um sie herum oder auf ihr eigenes Leben haben wird.

### Auszeichnungen
Saturn-Award-Verleihung 2024
- Nominierung als Bester Independentfilm